# Murfatlar

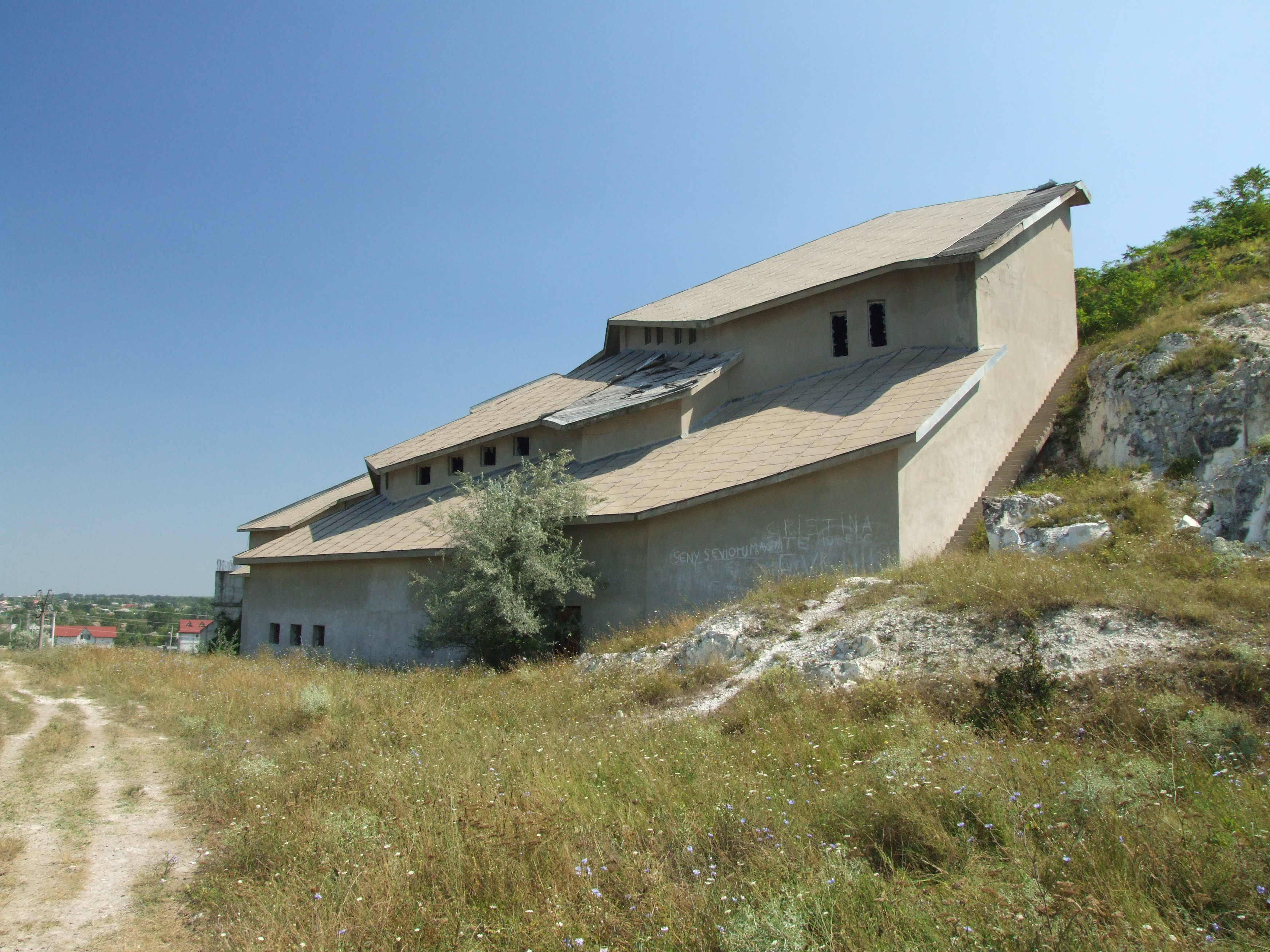
Höhlenkomplex Murtfatlar

Murfatlar (Basarabi von 1924 bis 1965 und 1980 bis 2007) ist eine Stadt im Kreis Constanța in der Region Dobrudscha, in Rumänien. Die Mehrheit der etwa 9000 Einwohner sind Rumänen, Tataren und Roma.
Die Stadt ist vor allem wegen des in der Umgebung großflächig betriebenen Weinbaus  bekannt. Sie besitzt auch einen Hafen am Donau-Schwarzmeer-Kanal.

## Etymologie
Der Name der Stadt leitet sich von dem türkischen Wort mürvet ab und bedeutet  „großzügiger Mensch“.

## Geschichte
Archäologische Funde haben ergeben, dass die Ortschaft schon vor dem Jahr 992 besiedelt war. Sie gehörte lange zum Bulgarischen Reich.
Die erste urkundliche Erwähnung der Ortschaft unter dem Namen Murfatlar, stammt aus dem Jahr 1864.

## Sehenswürdigkeiten
In der Nähe der Stadt liegt der Höhlenkomplex Murfatlar aus dem 9. bis 11. Jahrhundert mit der ältesten Kirche auf dem Gebiet des heutigen Rumänien und mit Inschriften in altslawischer Sprache (in glagolitischer und kyrillischer Schrift), in griechischer Sprache sowie geritzte Zeichnungen (Graffiti).

## Persönlichkeiten
- Traian Băsescu (* 1951), Geburtsort des ehemaligen rumänischen Präsidenten